# Lijst van nummer 1-hits in de Nederlandse iTunes Top 30 in 2014
Deze hits stonden in 2014 op nummer 1 in de Nederlandse iTunes Top 30:
| Nummer | Datum        | Artiest                               | Titel                            |
| ------ | ------------ | ------------------------------------- | -------------------------------- |
| 61     | 3 januari    | Pharrell Williams                     | Happy                            |
|        | 10 januari   | Pharrell Williams                     | Happy                            |
|        | 17 januari   | Pharrell Williams                     | Happy                            |
| 66     | 24 januari   | John Legend                           | All of me                        |
| 67     | 31 januari   | Claudia de Breij                      | Mag ik dan bij jou               |
| 66     | 7 februari   | John Legend                           | All of me                        |
|        | 14 februari  | John Legend                           | All of me                        |
| 68     | 21 februari  | Katy Perry & Juicy J                  | Dark horse                       |
| 69     | 28 februari  | Clean Bandit & Jess Glynne            | Rather be                        |
|        | 7 maart      | Clean Bandit & Jess Glynne            | Rather be                        |
|        | 14 maart     | Clean Bandit & Jess Glynne            | Rather be                        |
| 70     | 21 maart     | The Common Linnets                    | Calm after the storm             |
| 69     | 28 maart     | Clean Bandit & Jess Glynne            | Rather be                        |
| 71     | 4 april      | Edwin Evers Band                      | Ik meen het                      |
| 69     | 11 april     | Clean Bandit & Jess Glynne            | Rather be                        |
| 61     | 18 april     | Pharrell Williams                     | Happy                            |
| 72     | 25 april     | Jamai                                 | Gevallen of gevlogen             |
| 73     | 2 mei        | Ariana Grande & Iggy Azalea           | Problem                          |
| 70     | 9 mei        | The Common Linnets                    | Calm after the storm             |
|        | 16 mei       | The Common Linnets                    | Calm after the storm             |
|        | 23 mei       | The Common Linnets                    | Calm after the storm             |
|        | 30 mei       | The Common Linnets                    | Calm after the storm             |
|        | 6 juni       | The Common Linnets                    | Calm after the storm             |
| 74     | 13 juni      | Dotan                                 | Home                             |
|        | 20 juni      | Dotan                                 | Home                             |
|        | 27 juni      | Dotan                                 | Home                             |
| 75     | 4 juli       | Lilly Wood & The Prick & Robin Schulz | Prayer in C (Robin Schulz remix) |
| 76     | 11 juli      | Anders Nilsen                         | Salsa tequila                    |
| 75     | 18 juli      | Lilly Wood & The Prick & Robin Schulz | Prayer in C (Robin Schulz remix) |
|        | 25 juli      | Lilly Wood & The Prick & Robin Schulz | Prayer in C (Robin Schulz remix) |
|        | 1 augustus   | Lilly Wood & The Prick & Robin Schulz | Prayer in C (Robin Schulz remix) |
|        | 8 augustus   | Lilly Wood & The Prick & Robin Schulz | Prayer in C (Robin Schulz remix) |
| 77     | 15 augustus  | Jan Smit                              | Jij & ik                         |
|        | 22 augustus  | Jan Smit                              | Jij & ik                         |
| 78     | 29 augustus  | Wolter Kroes & Isabella               | Ik ben je prooi (Uit Utopia)     |
| 79     | 5 september  | Pitbull & John Ryan                   | Fireball                         |
|        | 12 september | Pitbull & John Ryan                   | Fireball                         |
|        | 19 september | Pitbull & John Ryan                   | Fireball                         |
|        | 26 september | Pitbull & John Ryan                   | Fireball                         |
| 80     | 3 oktober    | André Hazes jr.                       | Ik leef mijn eigen leven         |
| 81     | 10 oktober   | Mr. Probz                             | Nothing really matters           |
|        | 17 oktober   | Mr. Probz                             | Nothing really matters           |
|        | 24 oktober   | Mr. Probz                             | Nothing really matters           |
|        | 31 oktober   | Mr. Probz                             | Nothing really matters           |
|        | 7 november   | Mr. Probz                             | Nothing really matters           |
|        | 14 november  | Mr. Probz                             | Nothing really matters           |
| 82     | 21 november  | Band Aid 30                           | Do they know it's Christmas?     |
| 83     | 28 november  | Ed Sheeran                            | Thinking Out Loud                |
| 81     | 5 december   | Mr. Probz                             | Nothing really matters           |
| 83     | 12 december  | Ed Sheeran                            | Thinking out loud                |
| 84     | 19 december  | O'G3NE                                | Magic                            |
|        | 26 december  | Geen Itunes top 30 verschenen         | Geen Itunes top 30 verschenen    |

Nummer 1-hits per jaar:
2010 ·
2011 ·
2012 ·
2013 ·
2014 ·
2015
- Nederland (Top 40)
- Nederland (Single Top 100)
- Nederland (3FM Mega Top 50)
- Nederland (iTunes Top 30)
- Nederland (Graadmeter)
- Vlaanderen (Radio 2 Top 30)
- Vlaanderen (Ultratop 50)
- Vlaanderen (Top 30 van Ultratop)
- Vlaanderen (De Afrekening)
- Wallonië
- Australië
- Canada
- Denemarken
- Duitsland
- Europa
- Finland
- Frankrijk
- Ierland
- Italië
- Nieuw-Zeeland
- Noorwegen
- Oostenrijk
- Polen
- Portugal
- Spanje
- Verenigd Koninkrijk
- Verenigde Staten (Hot 100)
- Zweden
- Zwitserland